# Parroquia Antímano (Caracas)
Antímano es una de las 22 parroquias del Municipio Libertador del Distrito Capital de Venezuela y una de las 32 parroquias de Caracas.

## Toponimia
La palabra Antímano es un acrónimo derivado de los términos Atamanona y Amatima, que eran los nombres de los dos grupos indígenas que habitaban la localidad en la época precolombina.

## Historia
La denominación de Antímano se establece en 1621 con un pueblo consolidado dedicado a la agricultura aprovechando la fertilidad del suelo y el clima local. A mediados del siglo XIX el presidente Antonio Guzmán Blanco construye su mansión de verano de estilo parisino manteniéndose como una zona rural hasta la década de 1940, cuando comenzó el crecimiento industrial de la zona, estableciéndose la primera planta de la Cervecería Polar, luego comenzaría operaciones la fábrica de Pepsi-Cola Venezuela que después es adquirida por Coca Cola, en 1948 se funda la empresa Siderúrgica Venezolana (Sivensa hoy Sidetur) y más tarde se establece la planta de Procter&Gamble, con lo cual se termina el auge agrícola que alguna vez tuvo Antímano.

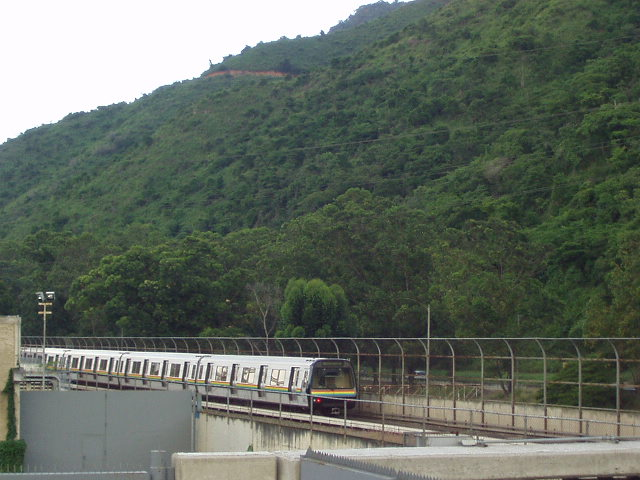
Vista de un tren del Metro de Caracas en Mamera, Antímano

## Geografía
Limita al norte con las parroquias El Junquito y Sucre; al sur con las parroquias Macarao y Caricuao; al este limita con las parroquias El Paraíso y La Vega; al oeste limita con el estado La Guaira.
Según el INE tenía una población de 150.971 habitantes para 2007 y se estima que para 2015 tendrá una población de 160.556 habitantes. La parroquia está integrada por los sectores: Antímano, Carapita, La Yaguara y Juan Pablo II, el primero está conformado por los barrios Las Delicias, Vidal López, Santa Ana, Las Clavellinas, Germán Rodríguez, El Refugio, La Redoma, La Acequia, El Carmen, Vuelta del Fraile, Germán González, La Gruta, La Grama, La Colmena, La Quebrada, Matapalo, Subida de la Pedrera, El Rosario y Buena Vista, además del casco histórico de Antímano.

## Espacios culturales
- Plaza Bolívar
- Boulevard de la estación del Metro Carapita
- Plaza Aguilar
- Parque infantil Antímano

## Patrimonios Históricos Edificados
- Casa Vollmer
- Casa Guzmán Blanco.[3]
- Puente Guzmán Blanco
- Estación del Ferrocarril
- Cementerio Antímano
- Canteras (3)
- Trapiches(3)